# カノムピン
カノムピン (タイ語：ขนมผิง) とは、タピオカ粉、ココナッツミルク、および卵黄を材料とするタイの丸いクッキー菓子である。

## 歴史
カノムピンは、17世紀にアユタヤ王朝時代に活躍した高官の妻であった日系ポルトガル人のターオ・トーンキープマー（ポルトガル名はマリア・ギオマール・デ・ピーニャ）によってタイにもたらされたとされている。